# George Mullen
George Mullen (* 7. Mai 1974 in Wien, Österreich) ist ein Kunsthistoriker, Galerist und Auktionator.

## Leben
George Mullen wurde in Wien geboren und wuchs in England, Österreich und Frankreich auf. Er ist der Älteste von sechs Geschwistern. Seine ersten zehn Lebensjahre verbrachte er auf einem Gut in der Nähe von Oxford. Aus beruflichen Gründen kehrte die Familie 1984 wieder nach Wien zurück, wo Mullen das Gymnasium besuchte. Zwischen seinem 14. und 16. Lebensjahr wechselte er auf ein Internat in England, die Matura jedoch erlangte er am Schottengymnasium in Österreich. Schon früh interessierte er sich für das Auktionswesen; bereits als Jugendlicher arbeitete er während der Ferien im Auktionshaus Christie’s. Neben seinem Studium der Kunstgeschichte am Buckinghamshire Chilterns University College, das er 1996 begann und 1999 mit einem Bachelor of Arts abschloss, erlernte er in Großbritannien die Restaurierung von Möbeln. Zwischen 1995 und 1998 studierte er an der Universität St. Gallen.
Nach seinem Studium war Mullen zunächst in der Finanzbranche in verschiedenen leitenden Kapazitäten bei der UBS Group AG in Zürich, Genf, Frankfurt und London tätig, zuletzt als Associate Director bei der GAM AG. In der Wiener Dependance von Christie’s bekleidete er von Dezember 2002 bis Juni 2003 als Karenzvertreter die Funktion des Geschäftsführers. Im August 2003 wechselte er zum Wiener Auktionshaus Dorotheum, wo er bis zum September 2006 als Kundenberater und sporadisch als Auktionator tätig war. Von Januar 2010 bis November 2012 betrieb er in Paris die Galerie Bellechasse. Weiter war er als Kurator der Pariser Sammlung Guerrand-Hermès und von April 2008 bis Dezember 2009 als Director of Design am Castello di Reschio im italienischen Perugia tätig.
2012 übernahm er von April bis Juli die Leitung der Bonhams-Repräsentanz in Österreich. Von Juni 2013 bis Januar 2014 leitete er die dortige Filiale von Lempertz. Seit 2015 ist er beim Livestream-Auktionshaus Auctionata in Berlin als freiberuflicher Experte und Auktionator beschäftigt.
Ein breiteres Publikum erreichte Mullen durch seine Auftritte als Kunst- und Antiquitätensachverständiger in der ZDF-Fernsehsendereihe Bares für Rares, deren Expertenteam er seit der sechsten Staffel 2015/16 gelegentlich angehörte. In der NDR-Unterhaltungsshow Wer bietet mehr? trat er 2016 als Händler auf. In der 2017 gestarteten Trödel-Quizshow Clever abgestaubt erfüllte er in einigen Folgen die Funktion des Experten an Steven Gätjens Seite. 2018 fungierte Mullen in der Sendereihe Stadt, Land, Haus im Rundfunk Berlin-Brandenburg als Experte.
George Mullen spricht fünf Sprachen und lebt heute (2016) in Berlin.